# Skærebrænder
En skærebrænder er et værktøj til skæring af stålemner, fx bjælker eller plader. Først varmes emnet op til sin antændelsestemperatur, og dernæst tilføres ren ilt, hvorved metallet ved forbrænding omdannes til slagge, som blæses bort af gasstrømmen. Skæringen kan enten udføres med en håndholdt brænder eller automatisk med maskinbrændere.

## Fremgangsmåde
Skærebrænderen er en specielt udformet svejsebrænder med en ventil til ekstra tilførsel af ilt. Ligesom i gassvejsning opvarmes emnet først i en flamme, hvor acetylen blandet med ilt forbrændes. Når emnet er varmet op til rødglødende, tilføres ekstra ilt vha en ventil, hvorved metallet brændes og blæses bort under dannelse af metaloxider. Acetylen som brændgas kan erstattes med andre brændgasser, men så bliver flammetemperaturen lavere: mens en acetylen-ilt flamme brænder ved omkring 3.500 °C og brint-ilt ved ca. 2.800 °C, brænder propan-ilt ved ca. 2.253 °C og propan-luft ved ca. 1.980 °C.
Man kan kun bruge en skærebrænder på metaller, hvis oxider har lavere smeltepunkt end selve metallet, og skærebrænding er derfor mest velegnet til ulegeret stål, og fx uegnet til rustfrit stål, hvis oxider har højere smeltepunkt end stålet, samt til andre metaller end jern, hvis oxider også har for højt smeltepunkt.
Skærebrændere findes i mange størrelser, fra håndholdt bærbart værktøj til store anlæg til skæring af godstykkelser på over en meter, fx afskæring af de såkaldte dødhoveder i stålstøberier.
Skærebrændere var tidligere et ofte benyttet redskab blandt pengeskabstyve, som det fx kan ses i den danske film Olsen Banden ser rødt. Moderne pengeskabe er dog gerne udstyret med kobberplader, som vanskeliggør skæringen, eller med lag af tjære, som ved de høje temperaturer omdannes til tyk røg.
- Jernbaneskinne skæres over med skærebrænder.
- Gennemskåret skinne.
- Ved plasmaskæring bruges elektrisk spænding som varmekilde.

## Historie
I 1895 opdagede den franske kemiker Henry le Chatelier, at acetylen blandet i et bestemt forhold med ilt brænder ved over 3.000 °C. I 1903 udviklede de franske ingeniører Edmond Fouché og Charles Picard en teknik til svejsning med ilt og acetylen. Brændgassen acetylen blandes her med ren ilt, i stedet for som tidligere med luft, hvorved flammetemperaturen kan øges, så det bliver nemmere at smelte metallet. Året efter udviklede de samme to ingeniører den første skærebrænder. Det lykkedes i 1909 den tyske ingeniør A. Hecht at udvikle en skærebrænder til brug under vand, udstyret med en jernkrave omkring skæredysen, så vandet holdes væk.